# Лозов (деревня)
Лозов (бел. Лозаў) — деревня в Рогинском сельсовете Буда-Кошелёвского района Гомельской области Белоруссии.

## География

### Расположение
В 21 км на север от районного центра и железнодорожной станции Буда-Кошелёвская (на линии Жлобин — Гомель), 57 км от Гомеля.

### Гидрография
На северной окраине река Чечёра (приток реки Сож).

## Транспортная сеть
Транспортные связи по просёлочной дороге, затем по шоссе Довск — Гомель. Планировка состоит из прямолинейной улицы, ориентированной с юго-востока на северо-запад. На юге параллельно ей проходит короткая улица, к которой с юго-запада присоединяется вторая короткая улица. Застройка двусторонняя, деревянными домами усадебного типа.

## История
По письменным источникам известна с конца XVIII века как селение в Речицком повете Минского воеводства Великого княжества Литовского. В 1765 году — поместье, принадлежало Завадским.
После 1-го раздела Речи Посполитой (1772 год) в составе Российской империи. В 1845 году находились водяная мельница, трактир (около просёлочной дороги), хлебозапасный магазин, баня. Рядом был фольварк. В «Географо-статистическом словаре Российской империи» (1863 год) обозначена как село. Школа грамоты, мельница, сукновальня, в Меркуловичской волости Рогачёвского уезда. В 1885 году в окрестностях деревни работала Западная мелиоративная экспедиция генерала Жилинского. По переписи 1897 года находились церковно-приходская школа, хлебозапасный магазин, трактир.
В 1925 году в Приборском сельсовете Городецкого района Бобруйского округа. В 1930 году организован колхоз «Коммунар», работала кузница. Во время Великой Отечественной войны погибли 110 жителей деревни. В 1959 году в составе колхоза «Рогинь» (центр — деревня Рогинь).
На северо-запад от деревни, в урочище Белица, ведутся торфоразработки.

## Население

### Численность
- 2018 год — 42 жителя.

### Динамика
- 1765 год — 16 дворов, 104 жителя мужского пола.
- 1845 год — 37 дворов.
- 1897 год — 92 двора, 578 жителей (согласно переписи).
- 1909 год — 103 двора, 644 жителя.
- 1925 год — 130 дворов.
- 1959 год — 614 жителей (согласно переписи).
- 2004 год — 84 хозяйства, 136 жителей.